# Irmentrud

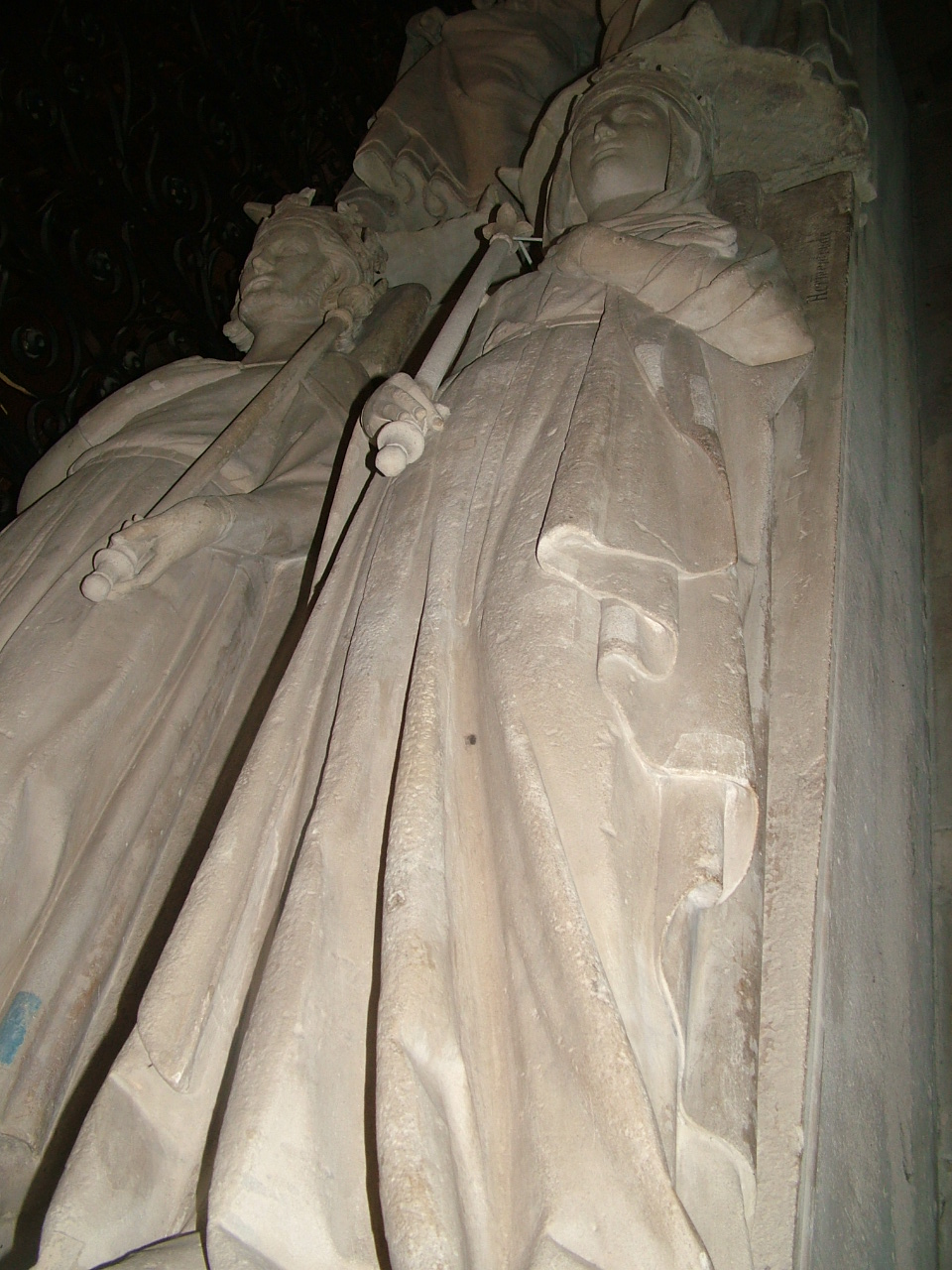
Grab von Königin Irmentrud

Irmentrud (* 27. September um 825; † 6. Oktober 869 in der Abtei Hasnon), Tochter des Grafen Odo von Orléans und der Ingeltrud von Fezensac.
Zu ihren Vorfahren zählen Karl Martell, Pippin I. der Ältere und der Langobardenkönig Desiderius.
Am 13./14. Dezember 842 heiratete sie in Quierzy Karl den Kahlen, König des westfränkischen Reiches. 867 trennte sie sich von ihrem Mann (Grund war die Scheidung Lothars II. von seiner Frau Theutberga wegen der Mätresse Waldrada) und zog sich in die Abtei von Hasnon bei Valenciennes zurück, wo sie zwei Jahre später starb. Sie wurde in der Basilika Saint-Denis beigesetzt.

## Kinder
- Judith (* 844 † 870), ⚭ 1. 856 König Æthelwulf von Wessex († 858); ⚭ 2. 858 König Æthelbald von Wessex († 860), ⚭ 3. nach einer Entführung 862 Graf Balduin I. von Flandern († 879)
- Ludwig II. der Stammler (* 846; † 879) König des Westfränkischen Reiches
- Karl das Kind (* 847/848; † 866), König von Aquitanien
- Karlmann († 876), Abt von St. Médard in Soissons, 874 Abt der Abtei Echternach
- Lothar († 865), 861 Mönch, später Abt von Saint-Germain d’Auxerre
- Ermentrud († 877), Äbtissin von Hasnon bei Valenciennes
- Rotrud († 889), Äbtissin von Andlau

| Vorgängerin             | Amt                            | Nachfolgerin               |
| ----------------------- | ------------------------------ | -------------------------- |
| Judith (im Gesamtreich) | Westfränkische Königin 843–867 | Richildis von der Provence |

| Personendaten    | Personendaten                                    |
| ---------------- | ------------------------------------------------ |
| NAME             | Irmentrud                                        |
| KURZBESCHREIBUNG | durch Heirat Königin des westfränkischen Reiches |
| GEBURTSDATUM     | 27. September um 825                             |
| STERBEDATUM      | 6. Oktober 869                                   |
| STERBEORT        | Abtei Hasnon                                     |